# 约翰·亨利·霍兰
约翰·亨利·霍兰（英語：John Henry Holland，1929年2月2日—2015年8月9日），美国科学家，复杂理论和非线性科学的先驱，遗传算法之父。主要研究领域为复杂自适应系统、认知过程的计算机模型等。
1950年获得麻省理工学院学士学位。后获得密歇根大学博士，并长期任教于该校。现为心理学和电气工程与计算机科学教授。他还是聖菲研究所的理事和科学委员会成员。

## 著作
- Hidden Order: How Adaptation Builds Complexity (1995)
- 《涌现——从混沌到有序》，Emergence: From Chaos to Order (1998)
- Adaptation in Natural and Artificial Systems (1975,1992)（遗传算法开山之作）
- 《复杂》，Complexity (2014)（入选牛津通识读本）